# CE Vendrell
El Club d'Esports Vendrell, también conocido como Moritz Vendrell por razones de patrocinio (desde 2010 hasta 2017), es una S.D. española con sede en la localidad de Vendrell, en la comunidad autónoma de Cataluña. El club es básicamente conocido por su sección de hockey, que actualmente juega en la OK Liga Plata.

## Historia
El club fue fundado en 1913, e incorporó una sección de hockey en 1958. En 1976 asciende por primera vez a la División de Honor.
El primer título a nivel estatal del club fue la Copa del Príncipe de 2009, conseguida tras derrotar en la final al Club Patín Alcobendas en la tanda de penaltis.
En 2010, el club empezó sus años dorados al ascender de nuevo a la OK Liga. Tres años más tarde ganó el primer título de su historia, la Copa del Rey. En aquel 2013, también conquistó su primer título continental, la Copa de la CERS.
En 2014 el club revalida el título de copa del Rey, debutando en esa temporada en la Liga Europea de hockey sobre patines, llegando a jugar la final four disputada en Barcelona.
Tras nueve temporadas seguidas en la OK Liga, su decimocuarta posición al final de la temporada 2018-19, condenaron al equipo al descenso a la OK Liga Plata.
El 16 de febrero de 2020 se proclamó campeón, por segunda vez en su historia, de la Copa de la Princesa, tras derrotar al SHUM Maçanet por 6 goles a 5.
Su decimosegundo puesto en la clasificación de la temporada 2020-21 provocó que tuviera que disputar una eliminatoria de promoción contra el Club Patín Alcobendas a doble partido, que se saldó con el triunfo final del equipo madrileño que fue quien ascendió finalmente a la OK Liga.

## Resultados por temporada
Nota aclaratoria:
|  | Temporada culminada con ascenso a categoría superior |

|  | Temporada culminada con descenso a categoría inferior |

| Temporada | Categoría | División      | Posición | Copa del Rey     | Liga Europea/Copa de la CERS           |
| --------- | --------- | ------------- | -------- | ---------------- | -------------------------------------- |
| 2007–08   | 3         | Nacional      | 1.º      |                  |                                        |
| 2008–09   | 2         | 1ª División   | 13.º     |                  |                                        |
| 2009–10   | 2         | 1ª División   | 2.º      |                  |                                        |
| 2010–11   | 1         | OK Liga       | 9.º      | Cuartos de final |                                        |
| 2011–12   | 1         | OK Liga       | 7.º      | Cuartos de final | Semifinalista Copa de la CERS          |
| 2012–13   | 1         | OK Liga       | 3.º      | Campeón          | Campeón Copa de la CERS                |
| 2013–14   | 1         | OK Liga       | 5.º      | Campeón          | Semifinalista Liga Europea             |
| 2014–15   | 1         | OK Liga       | 3.º      | Cuartos de final | Fase grupos Liga Europea               |
| 2015–16   | 1         | OK Liga       | 5.º      |                  | Cuartos de final Liga Europea          |
| 2016–17   | 1         | OK Liga       | 6.º      | Cuartos de final | Fase preliminar Copa de la Cers        |
| 2017–18   | 1         | OK Liga       | 10.º     |                  | Dieciseisavos de final Copa de la Cers |
| 2018–19   | 1         | OK Liga       | 14.º     |                  |                                        |
| 2019–20   | 2         | OK Liga Plata | 1.º      |                  |                                        |
| 2020–21   | 1         | OK Liga       | 12.º     |                  |                                        |
| 2021–22   | 2         | OK Liga Plata | 3.º      |                  |                                        |

## Palmarés
- Copa del Príncipe/Copa de la Princesa: 3
  - 2009, 2020, 2025
- Copa del Rey: 2
  - 2013, 2014
- Copa de la CERS: 1
  - 2013